# Centennial
Centennial és una concentració de població designada pel cens dels Estats Units a l'estat de Wyoming. Segons el cens del 2000 tenia 191 habitants.

## Demografia
Segons el cens del 2000, Centennial tenia 191 habitants, 97 habitatges, i 57 famílies. La densitat de població era de 7,4 habitants/km².
Dels 97 habitatges en un 15,5% hi vivien nens de menys de 18 anys, en un 50,5% hi vivien parelles casades, en un 2,1% dones solteres, i en un 41,2% no eren unitats familiars. En el 30,9% dels habitatges hi vivien persones soles el 5,2% de les quals corresponia a persones de 65 anys o més que vivien soles. El nombre mitjà de persones vivint en cada habitatge era d'1,97 i el nombre mitjà de persones que vivien en cada família era de 2,44.
Per edats la població es repartia de la següent manera: un 13,1% tenia menys de 18 anys, un 3,1% entre 18 i 24, un 23% entre 25 i 44, un 44% de 45 a 60 i un 16,8% 65 anys o més.
L'edat mediana era de 48 anys. Per cada 100 dones de 18 o més anys hi havia 115,6 homes.
La renda mediana per habitatge era de 32.292 $ i la renda mediana per família de 45.417 $. Els homes tenien una renda mediana de 57.292 $ mentre que les dones 37.969 $. La renda per capita de la població era de 29.477 $. Entorn del 15,9% de les famílies i el 13,3% de la població estaven per davall del llindar de pobresa.

## Poblacions més properes
El següent diagrama mostra les poblacions més properes.